# 噂のモーガン夫妻
『噂のモーガン夫妻』（英: Did You Hear About the Morgans?）は、2009年のアメリカ映画（日本公開は2010年）。サスペンス・タッチのコメディ映画である。

## ストーリー
有名な不動産業者のメリーと敏腕弁護士のポールのモーガン夫妻は、誰もが羨むセレブ・カップルだったが、ある日、ポールの浮気が発覚してしまい、夫妻の仲は崩壊寸前となる。
カウンセリングを受ける相談をしていた2人は偶然、殺人事件現場に遭遇し、犯人の顔を目撃したことで命を狙われるようになってしまう。そこで証人保護プログラムにより、二人は渋々ながら揃ってワイオミング州のレイという田舎町へ隠れることになる。人間よりも牛や馬の方が多い田舎で2人きり。生まれながらのニューヨーカーから見ると異星人のような農村の住人たち。彼らとの交流や、大自然との出会いの中で、2人の関係には変化が生まれてくる。だが、メリルは夫に告げられない、ある事実を抱えていた。殺し屋の恐怖に怯えながら、命の危険をともに乗り越えた末に、2人がたどり着く結婚の真実とは……？

## キャスト
※括弧内は日本語吹き替え
- ポール・モーガン - ヒュー・グラント（森田順平）
- メリル・モーガン - サラ・ジェシカ・パーカー（永島由子）
- クレイ・ウィーラー - サム・エリオット（勝部演之）
- エマ・ウィーラー - メアリー・スティーンバージェン（駒塚由衣）
- ジャッキー・ドレイク - エリザベス・モス（藤村歩）
- ヴィンセント - マイケル・ケリー（小室正幸）
- アール・グレンジャー - ウィルフォード・ブリムリー（村松康雄）